# Onthophagus pedisequus
Onthophagus pedisequus är en skalbaggsart som beskrevs av Vladimir Balthasar 1969. Onthophagus pedisequus ingår i släktet Onthophagus och familjen bladhorningar. Inga underarter finns listade i Catalogue of Life.